# Construccions de pedra seca V (el Vilosell)
Construccions de pedra seca V és una obra del Vilosell (Garrigues) inclosa a l'Inventari del Patrimoni Arquitectònic de Catalunya.

## Descripció
És una cabana de pedra seca feta a base de carreus de mida mitjana. La peculiaritat d'aquesta construcció és que està feta a dues aigües, a diferència de la resta amb cobertes de volta. La llinda i els muntants de l'entrada són grans lloses treballades. El sostre de la cabana està cobert de vegetació.
Pel que fa al seu interior, hi ha una menjadora per animals, un lloc per fer foc a terra, un armari i un altell fet de canyís on s'hi guarda palla pels animals que també ho feia servir el pagès per dormir-hi.